# Cirage
Pour le personnage de fiction, voir Blondin et Cirage#Personnages.
Le cirage, en général une pâte ou une crème à base de cire, est un produit utilisé pour faire briller, imperméabiliser et restaurer l'aspect du cuir de chaussures ou de bottes, augmentant ainsi leur durée de vie. 
Différentes substances sont utilisées comme cirage depuis des siècles, en commençant par des substances naturelles telles que la cire et le suif. La formule moderne du cirage est introduite au début du XXe siècle et certains produits de cette époque sont toujours en usage aujourd'hui. De nos jours, le cirage est généralement fabriqué à partir d'un mélange de matériaux naturels et synthétiques, dont le naphte, l'essence de térébenthine, des colorants et de la gomme arabique.
La consommation de cirage évolue parallèlement à la production des chaussures, du XIXe siècle et jusqu'à nos jours. Les guerres mondiales voient une forte augmentation de la demande de ce produit, qui assure l'entretien des chaussures militaires.

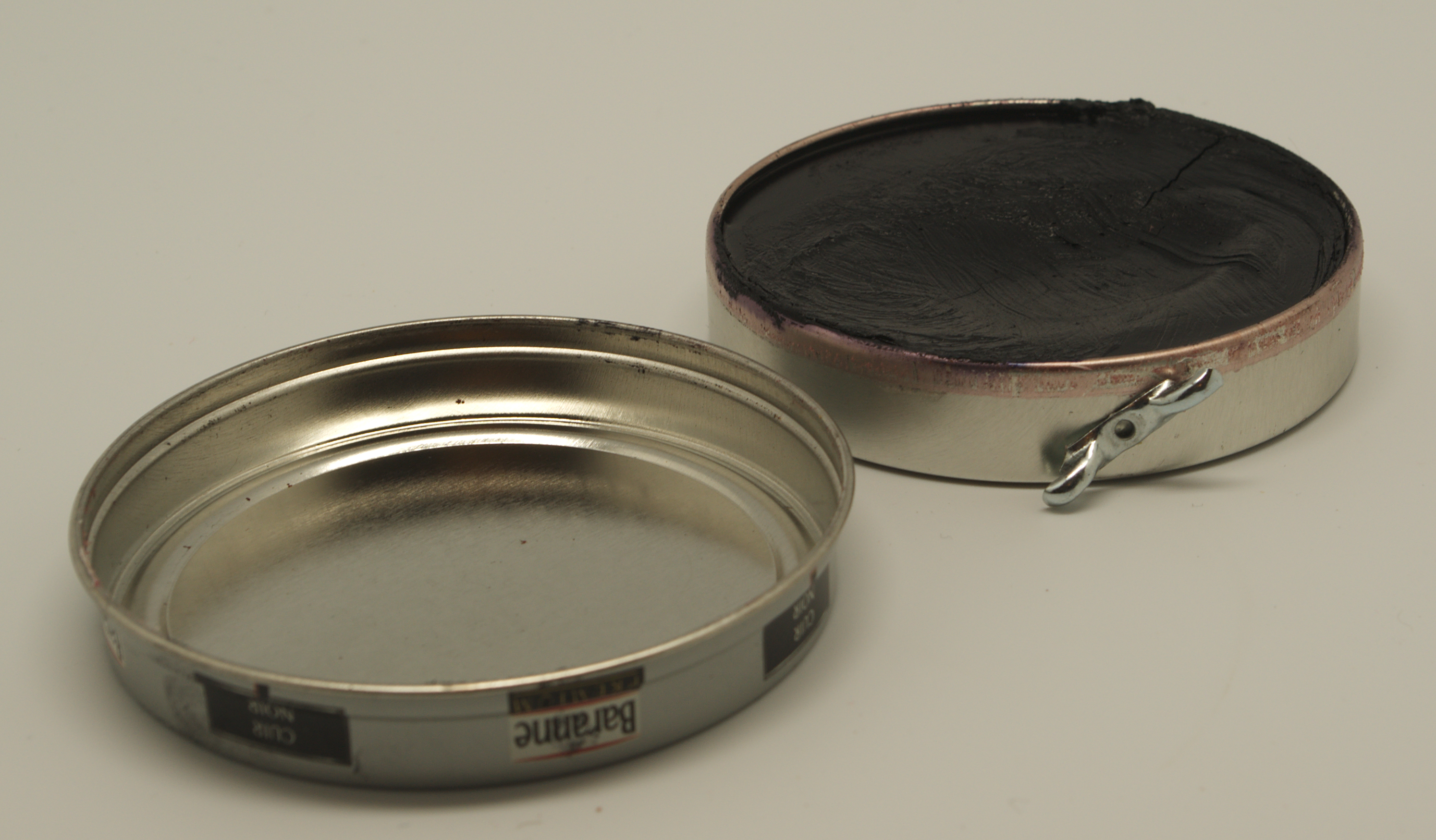
Une boîte de pâte de cirage de couleur noire.

## Étymologie
L'usage du mot « cirage » est avéré depuis 1554. Il illustrait alors l'action de cirer un parquet, de le frotter avec de la cire. Puis par extension il s'est appliqué aux cuirs et aux cires spéciales utilisées pour les frotter et les faire briller.

## Historique
Au cours du temps les cirages, sous forme de pâtes, de crèmes, de liquides ou de vernis, incolores ou colorés, ont été fabriqués à partir de nombreux ingrédients, dans le but de faire briller, assouplir, imperméabiliser, entretenir et faire durer le plus longtemps possible.

### Avant leXXesiècle

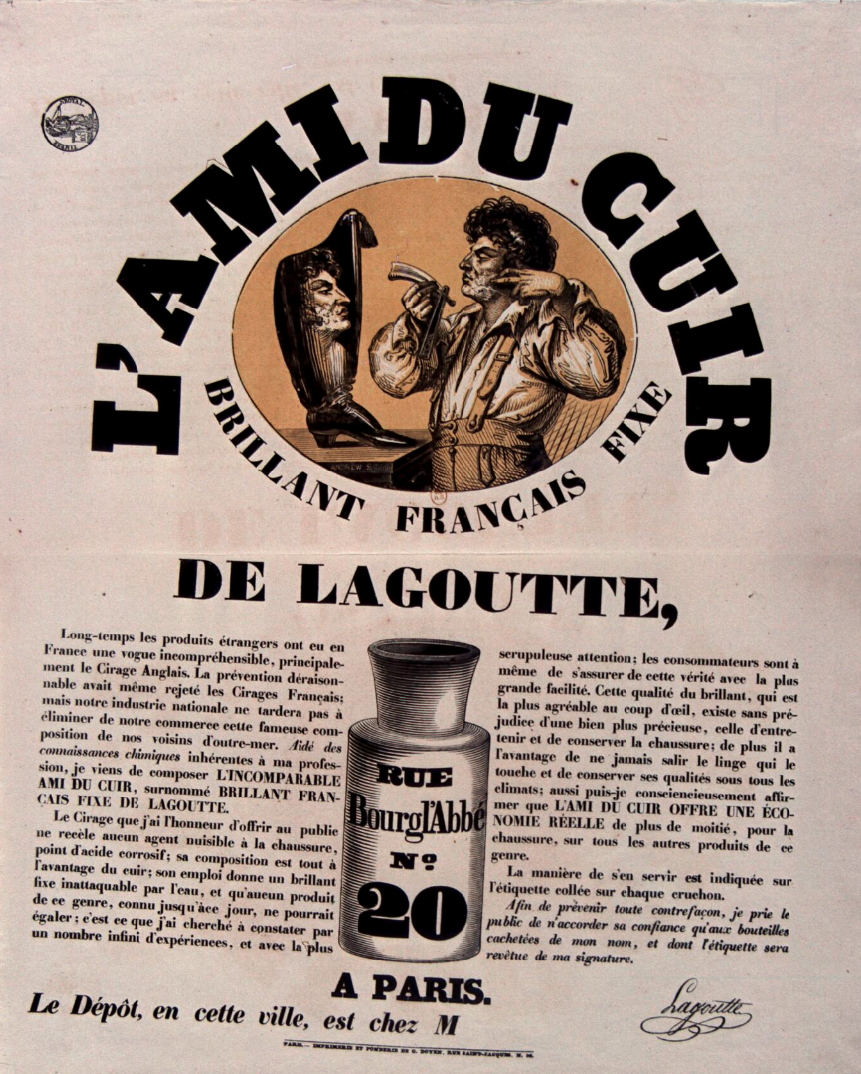
L'Ami du cuir Lagoutte (affiche publicitaire, Paris, 1829).

Les préparations traditionnelles sont à base de cire d'abeille, colophane et essence de térébenthine, éventuellement colorées au noir animal (os calciné en vase clos) ou à l'ocre jaune. Les chaussures vernies sont frottées avec du lait pour éviter les craquelures. Pour les cuirs blancs on ajoute un mélange d'eau, de gélatine, de gomme arabique chauffée et de craie. Pour rappel, les chaussures en « cuir nourri » ne sont pas cirées, mais graissées au suif ou à la lanoline.
Au XIXe siècle, de nombreuses formes de cirage sont disponibles et n'ont que rarement la capacité de faire briller les chaussures, mais plutôt seulement de les noircir. Le suif, un sous-produit animal, est couramment utilisé à cette époque pour fabriquer du cirage. Chicago, où 82 % de la viande consommée aux États-Unis est transformée dans ses stock yards, devient l'un des principaux producteurs de cirage pour cette raison.

## Composition
Les premiers cirages avaient les mêmes constituants que les encaustiques : cire diluée dans une essence ou émulsionnée dans un savon. Ils pouvaient, comme actuellement, être en pâte, en crème ou liquides.
On trouve encore des cirages traditionnels à la cire d'abeille naturelle, ou à base de graisse et de cire. On utilise aussi d'autres cires naturelles et des cires artificielles. Les cires sont des monoesters d'acide gras et d'alcool à longues chaînes couramment utilisés dans l'industrie des cirages pour leurs propriétés lubrifiantes et texturantes. Les cires minérales sont issues du pétrole (paraffine solide et cire microcristalline). Les cires de silicone sont des produits de synthèse.
Pour assurer la dissolution, l'essence de térébenthine est remplacée par d'autres hydrocarbures aliphatiques à très faible dose grâce à l'adjonction d'agents de surface.
Presque tous comportent des imperméabilisants sous forme de silicones.
Les colorants synthétiques permettent d'obtenir toute la gamme des couleurs désirées.

## Économie
En France, la maison Baranne est la première entreprise du secteur. Elle emploie en 2021 moins de cinquante personnes et a un chiffre d'affaires d'environ dix millions d'euros[source secondaire nécessaire].